# Байрамия
Байрамия (тур. Bayramilik) — суфийский тарикат. Последователей тариката называют байрамитами.

## История
Основателем тариката был Хаджи Байрам Вали (ум. в 1429). Он родился в деревне Зульфадл неподалеку от Анкары. Работал преподавателем в медресе, затем бросил преподавание и занялся духовной практикой под руководством Абу Хамида Хамид ад-дина Аксараи (ум. в 1412). После смерти Аксараи основал собственную обитель (текке) в Анкаре. Хаджи Байрам Вали был уважаемым и почитаемым шейхом своего времени, по приглашению султана Мурада II он приехал в Эдирне, где встречался с известными учёными и государственными деятелями. Его последователями (халифа) были Языджыоглу Мехмет, Ахмад Биджан, Акбыйык Султан, Деде Омар Сиккини, а также Ак Шамс ад-дин — учитель султана Мехмета II Фатиха.
В период жизни Хаджи Байрама Вали учение его тариката распространилось в Анкаре, Эдирне и Бурсе. В настоящее время тарикат распространён в Анатолии и на Балканах.
Байрамиты носили невысокие шестигранные колпаки из белого сукна.

## Учение
Считается, что тарикат байрамитов возводит свои цепи духовной преемственности (сильсилы) к учениям накшбандитов и хальватитов. Идеологически байрамиты близки к мировоззрению известного средневекового суфия Ибн Араби. Байрамиты используют в своей духовной практике громкие зикры (джахри), но в некоторых случаях и тихие (хафи). Основой доктрины байрамитов являются «джазба, любовь, и Божественная тайна».
Сочинения Хаджи Байрама Вали не сохранились. Многие теоретические труды этого тариката написаны Ак Шамс ад-дином.
Байрамия имеет три основные ветви:
1. Шамсия — восходит к Ак Шамс ад-дину. Именно это направление;
2. Маламия — восходит к Деде Омару Сиккини;
3. Джалватия — восходит к Акбыйыку[1].

Шамсия, а также её ветвь химматия, считается классическим байрамизмом. Джалватия позднее стала самостоятельным тарикатом. Основатель джалватии Азиз Махмуд Худаи (ум. в 1628) получил хорошее образование в Османской империи, написал более чем тридцати сочинений и воспитал многие тысячи учеников. Для развития этого учения многое сделал Исмаил Хакки Бурсалы (ум. в 1724).